# Hosti
Hosti (llatí: Hostius) fou un poeta èpic romà autor del poema Bellum Histricum en hexàmetres referits a la guerra d'Il·líria portada a terme pels cònsols Aulus Manli Vulsó i Marc Juni Brutus el 178 aC. Fest, Macrobi i Servi el citen i en reprodueixen fragments.
De la seva personalitat i de l'època en què va viure no es coneix res, però se suposa que va florir abans de Virgili. Appuleu diu a la seva Apologia que la Cynthia esmentada per Properci com el seu gran amor i que va morir l'any 30 aC, seria Hostia, una filla o potser una neta d'aquest Hosti.
Es creu que va escriure expressament sobre un fet passat i poc conflictiu, a no ser que hagués viscut realment en el període de la guerra a Il·líria, i que les seves descripcions fossin les d'un testimoni presencial dels fets.